# Jesse Eisenberg

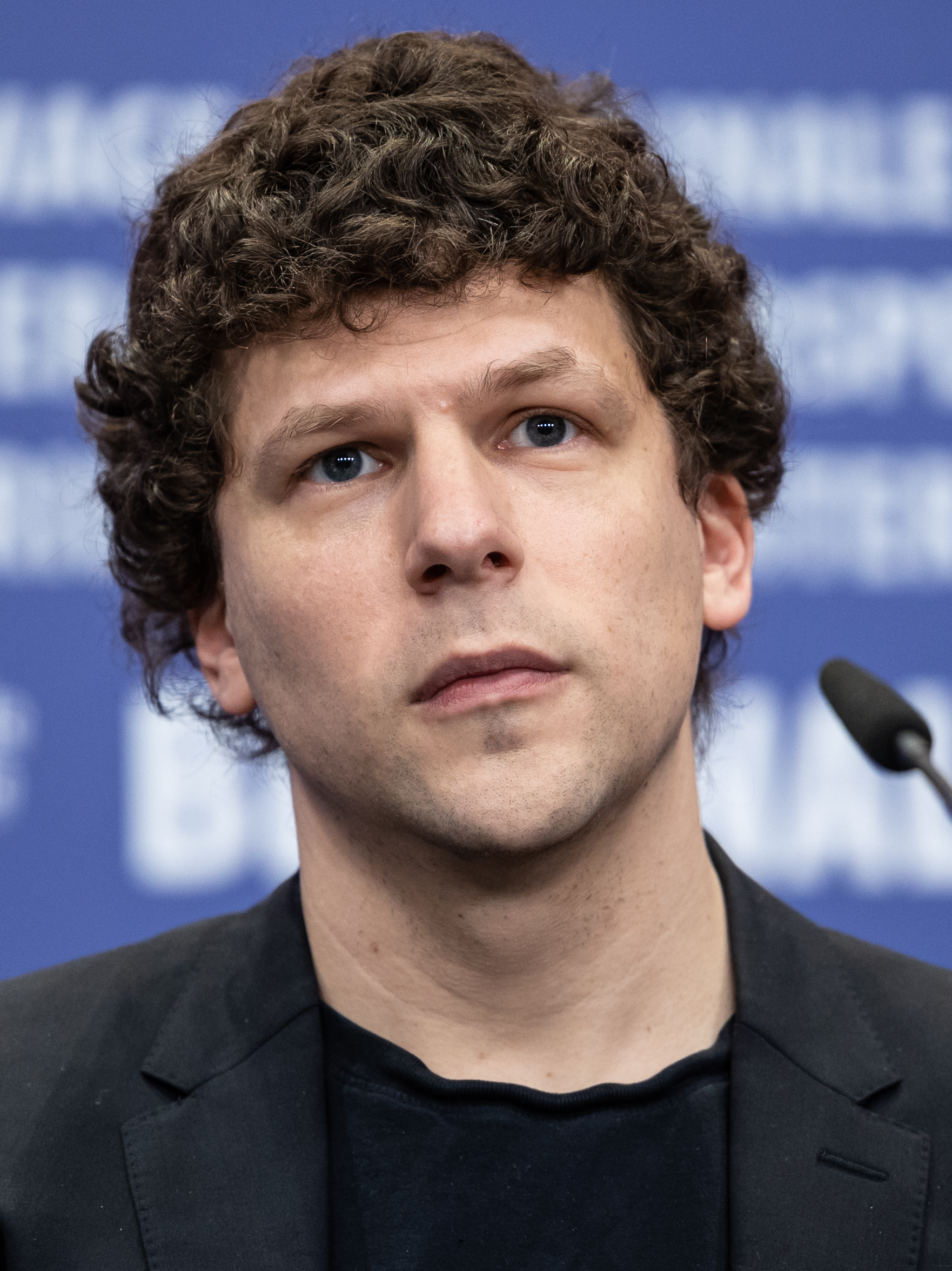
Eisenberg auf der Berlinale 2023

Jesse Adam Eisenberg (* 5. Oktober 1983 in Queens, New York City) ist ein US-amerikanischer Schauspieler, Bühnenautor, Drehbuchautor und Regisseur. Neben der US-amerikanischen besitzt Eisenberg die polnische Staatsbürgerschaft.

## Leben und Karriere
Jesse Eisenberg wurde im New Yorker Stadtbezirk Queens geboren und wuchs dort und im Township East Brunswick in New Jersey in einer säkular-jüdischen Familie auf. Seine Eltern, Amy (geborene Fishman) und Barry Eisenberg, sind polnisch-jüdischer und ukrainisch-jüdischer Herkunft. Seine Mutter arbeitete als professioneller Clown, während sein Vater in einem Krankenhaus und später als Collegeprofessor tätig war. Er hat zwei Schwestern, Hallie Kate Eisenberg, eine ehemalige Kinderschauspielerin, welche durch eine Reihe von Werbespots als „Pepsi Girl“ berühmt wurde, und Kerri. Er besuchte die Frost School der East Brunswick Public Schools, die Hammarskjold Middle School und die Churchill Junior High School und absolvierte sein letztes Schuljahr an der East Brunswick High School.
Eisenberg tat sich damit schwer, in der Schule dazuzugehören, weshalb er mit neun Jahren begann, in Theaterstücken zu spielen. Er sagte: „Ich fühle mich wohler, wenn ich eine Rolle spiele, da die eigenen Verhaltensweisen (im Drehbuch) vorgeschrieben sind.“ Er litt zudem an Zwangsstörungen.
Nachdem er an der Highschool seinen Schulabschluss gemacht hatte, studierte er Anthropologie an der Universität The New School in Greenwich Village, New York City. Ursprünglich hatte er sich um einen Studienplatz an der New York University beworben und wurde dort auch angenommen, doch er verzichtete auf die Immatrikulation, um im Film Sex für Anfänger mitspielen zu können. Im Alter von dreizehn Jahren war er 1996 Einspringer in der Wiederaufführung von Summer and Smoke von Tennessee Williams. Seine erste professionelle Rolle am Theater spielte er 1999 in Arje Shaws Off-Broadway-Stück The Gathering; das war zugleich sein Broadway-Debüt.
Eisenberg gab sein filmisches Schauspieldebüt 1999 in der US-Fernsehserie Sechs unter einem Dach, die bereits ein Jahr später wieder eingestellt wurde. Nach einer Rolle im Fernsehfilm 100 Millionen Volt spielte Eisenberg 2002 im Independentfilm Sex für Anfänger, der für ihn den Durchbruch bedeutete. Wenngleich der Film kein kommerzieller Erfolg war, so wurde der Film und insbesondere Eisenbergs schauspielerische Leistung von Kritikern gelobt. Für diese Rolle erhielt er auf dem San Diego Film Festival den Festival Award als „Vielversprechendster neuer Darsteller“.
Von diesem Zeitpunkt an erhielt Eisenberg viele Angebote für neue Rollen und spielte in verschiedenen Filmproduktionen mit. Mehrere Auszeichnungen erhielt er für seine Rolle als Scheidungskind im oscarnominierten Film Der Tintenfisch und der Wal von 2005. Im Drama The Social Network spielte Eisenberg 2010 die Hauptrolle und verkörperte Mark Zuckerberg, den Gründer des sozialen Netzwerks Facebook. Dies brachte ihm zahlreiche Auszeichnungen ein, darunter die Preise der National Board of Review, Boston Society of Film Critics, National Society of Film Critics sowie eine Golden-Globe- und Oscar-Nominierung. Im Januar 2022 stellte Eisenberg beim Sundance Film Festival sein Regiedebüt When You Finish Saving the World vor. Zwei Jahre später folgte sein zweiter Spielfilm A Real Pain (2024), in dem er neben Regie, Drehbuch und Produktion auch die Hauptrolle an der Seite von Kieran Culkin übernahm. Das Roadmovie erhielt eine Einladung in den Wettbewerb des Sundance Film Festivals.
Neben der Schauspielerei schreibt Eisenberg humoristische Beiträge für den New Yorker. Außerdem arbeitet er weiterhin am Theater. So schrieb er unter anderem auch das Off-Broadway-Theaterstück The Revisionist, in dem er neben Vanessa Redgrave die männliche Hauptrolle spielte.

## Filmografie (Auswahl)
- 1999–2000: Sechs unter einem Dach (Get Real, Fernsehserie, 22 Folgen)
- 2001: Wenn die Welt untergeht – Das Wetter-Inferno (Lightning: Fire from the Sky, Fernsehfilm)
- 2002: Sex für Anfänger (Roger Dodger)
- 2002: Club der Cäsaren (The Emperor’s Club)
- 2004: The Village – Das Dorf (The Village)
- 2005: Category 6 – Der Tag des Tornado (Category 6)
- 2005: Der Tintenfisch und der Wal (The Squid and the Whale)
- 2005: Verflucht (Cursed)
- 2007: Hunting Party – Wenn der Jäger zum Gejagten wird (The Hunting Party)
- 2007: Charlie Banks – Der Augenzeuge (The Education of Charlie Banks)
- 2009: Adventureland
- 2009: Zombieland
- 2009: Solitary Man
- 2010: Holy Rollers
- 2010: The Social Network
- 2011: Rio (Stimme von Blu)
- 2011: 30 Minuten oder weniger (30 Minutes or Less)
- 2012: To Rome with Love
- 2012: Why Stop Now
- 2013: Die Unfassbaren – Now You See Me (Now You See Me)
- 2013: The Double
- 2013: Night Moves
- 2014: Modern Family (Fernsehserie, Folge 5x12)
- 2014: Rio 2 – Dschungelfieber (Rio 2, Stimme von Blu)
- 2015: The End of the Tour
- 2015: Louder Than Bombs
- 2015: American Ultra
- 2016: Batman v Superman: Dawn of Justice
- 2016: Café Society
- 2016: Die Unfassbaren 2 (Now You See Me 2)
- 2017: Justice League
- 2018: The Hummingbird Project
- 2019: The Art of Self-Defense
- 2019: Vivarium – Das Haus ihrer (Alp)Träume (Vivarium)
- 2019: Zombieland: Doppelt hält besser (Zombieland: Double Tap)
- 2020: Resistance – Widerstand (Resistance)
- 2021: Wild Indian
- 2021: Zack Snyder’s Justice League
- 2022: When You Finish Saving the World (Regie und Drehbuch)
- 2022: Fleishman Is in Trouble (Fernsehserie, 8 Folgen)
- 2023: Manodrome
- 2024: Sasquatch Sunset
- 2024: A Real Pain (auch Regie und Drehbuch)

## Auszeichnungen
Oscar
- 2011: Nominierung als Bester Hauptdarsteller für The Social Network
- 2025: Nominierung für das Beste Originaldrehbuch für A Real Pain

Golden Globe Award
- 2011: Nominierung als Bester Hauptdarsteller – Drama für The Social Network
- 2025: Nominierung für das Beste Drehbuch für A Real Pain
- 2025: Nominierung als Bester Hauptdarsteller – Komödie oder Musical für A Real Pain

British Academy Film Award
- 2010: Nominierung mit dem Rising Star Award
- 2011: Nominierung als Bester Hauptdarsteller für The Social Network
- 2025: Auszeichnung für das Beste Drehbuch für A Real Pain

Critics’ Choice Movie Award
- 2025: Nominierung für das Beste Drehbuch für A Real Pain

Independent Spirit Award
- 2025: Auszeichnung für das Beste Drehbuch für A Real Pain[17]

National Society of Film Critics Award
- 2025: Auszeichnung für das Beste Drehbuch (A Real Pain)[18]

London Critics’ Circle Film Award
- 2025: Auszeichnung für das Beste Drehbuch (A Real Pain)[19]

Los Angeles Film Critics Association Award
- 2024: Auszeichnung für das Beste Drehbuch (A Real Pain)[20]

Satellite Award
- 2025: Auszeichnung für das Beste Originaldrehbuch (A Real Pain)[21]

Screen Actors Guild Award
- 2011: Nominierung als Bester Hauptdarsteller für The Social Network
- 2011: Nominierung als Bestes Schauspielensemble (mit Andrew Garfield, Armie Hammer, Max Minghella, Josh Pence und Justin Timberlake) für The Social Network

Goldene Himbeere
- 2017: Schlechtester Nebendarsteller für Batman v Superman: Dawn of Justice

Writers Guild of America Award
- 2025: Nominierung für das Beste Originaldrehbuch für A Real Pain[22]